# Ha’penny Bridge
Ha’penny Bridge (także: Wellington Bridge, Liffey Bridge; irl. Droichead na Life, Droichead na Leathphingine) – most dla pieszych nad rzeką Liffey w centrum Dublina (Irlandia).

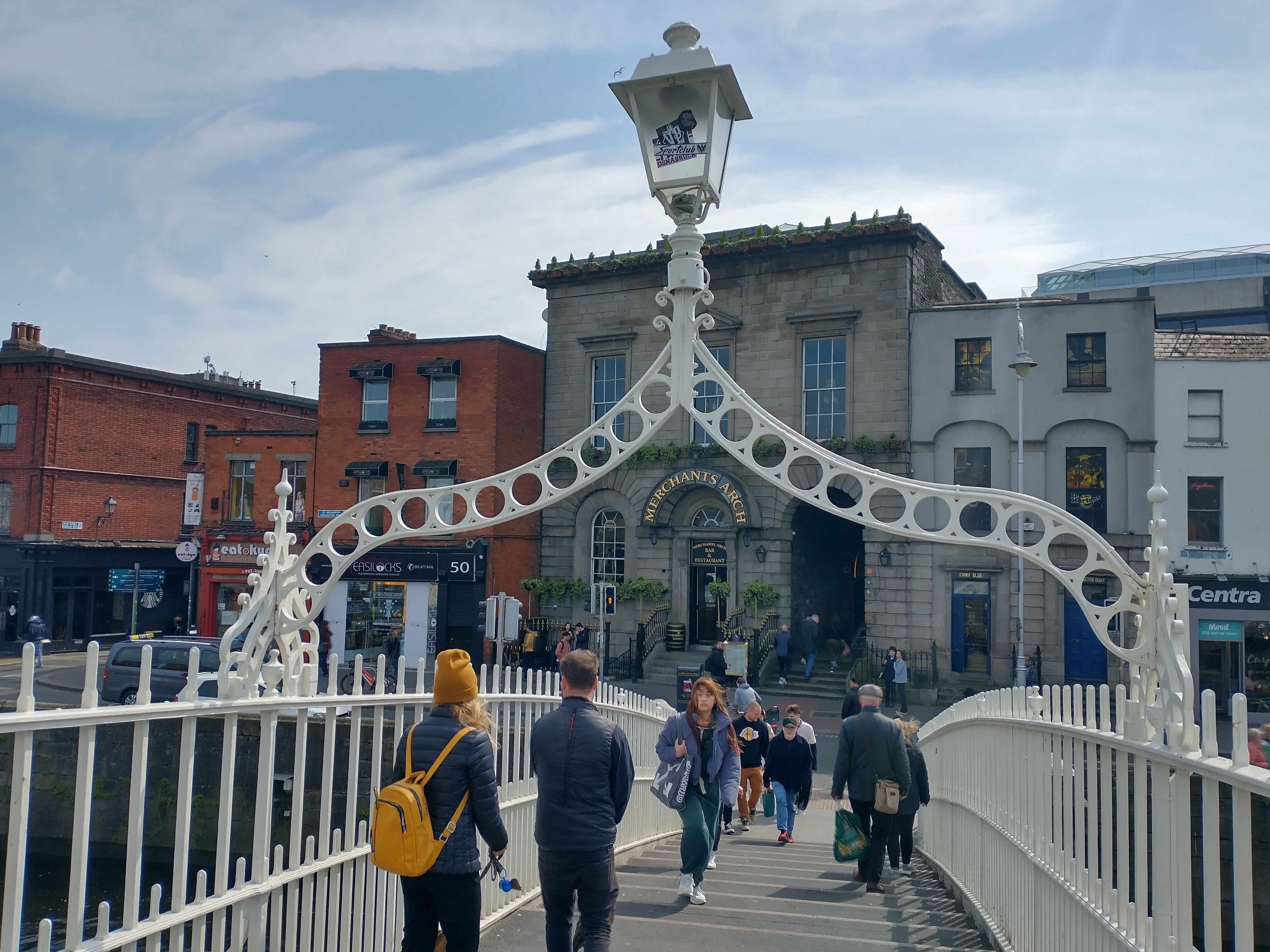
Łuk w środkowej części mostu

Łukowy obiekt powstał w maju 1816 zastępując przeprawę promową. Uzyskał pierwszą oficjalną nazwę na cześć księcia Wellington, a później przemianowano go na Liffey Bridge, ale od początku był powszechnie nazywany Ha’penny (od half penny: pół pensa wynosiła opłata za przejazd w jedną stronę, którą William Walsh, wcześniejszy operator promu, mógł pobierać przez sto lat od budowy). Most ma długość 43 metrów i wysokość 3,35 metra nad lustrem wody. Konstrukcja wykonana jest z żeliwa, a chodnik z desek drewnianych (wymienionych w 1970).
Pobieranie myta za przebywanie mostu było krytykowane przez część mieszkańców Dublina. Wielu z nich, podczas codziennych dojazdów do pracy, korzystało z długich objazdów dla uniknięcia opłat. Pół pensa próbowano ściągać nawet podczas powstania wielkanocnego w przedostatnim miesiącu funkcjonowania opłaty (kwiecień 1916). Kolekcjoner dzieł sztuki Hugh Lane, określił most jako brzydki i zasugerował jego wymianę, w czym poparł go architekt Edwin Lutyens, a także pisarz William Butler Yeats. Zwyciężyli jednak przeciwnicy przebudowy, przede wszystkim wywodzący się ze środowisk biznesowych, w tym m.in. przemysłowiec i polityk William Martin Murphy.
Most jest jednym z ulubionych motywów miasta fotografowanych przez turystów. Wieszano tu również kłódki miłości, ale władze miejskie walczą z tym procederem.